# Grande Prêmio do Brasil de 2002
Resultados do Grande Prêmio do Brasil de Fórmula 1 (formalmente XXXI Grande Prêmio Marlboro do Brasil) realizado em Interlagos em 31 de março de 2002. Terceira etapa da temporada, foi vencido pelo alemão Michael Schumacher, da Ferrari.

## Resumo
- Nick Heidfeld atingiu uma das portas do Medical Car durante os treinos, na curva do sol. O Medical Car estava lá para tirar Enrique Bernoldi de sua Arrows.[2]
- Nesta corrida, Pelé foi escolhido para dar a bandeirada final. Porém, o rei do futebol se adiantou e agitou a bandeira quadriculada para o retardatário Takuma Sato (o que tecnicamente significaria que Sato seria o vencedor, já que foi o primeiro a passar pela bandeira quadriculada). Quando o vencedor, Michael Schumacher, e o segundo colocado, seu irmão Ralf Schumacher, cruzaram a linha de chegada, Pelé estava conversando com alguém e esqueceu-se de agitar a bandeira.[3]
- Michael Schumacher conquistou o 100º pódio de sua carreira e se tornou o segundo piloto a alcançar 100 pódios na Fórmula 1 e se juntar ao lado de Alain Prost.

## Corrida
| Pos.   | Nº | Piloto                | Construtor       | Voltas | Tempo/Diferença | Grid | Pontos |
| ------ | -- | --------------------- | ---------------- | ------ | --------------- | ---- | ------ |
| 1      | 1  | Michael Schumacher    | Ferrari          | 71     | 1:31:43.663     | 2    | 10     |
| 2      | 5  | Ralf Schumacher       | Williams-BMW     | 71     | + 0.588         | 3    | 6      |
| 3      | 3  | David Coulthard       | McLaren-Mercedes | 71     | + 59.109        | 4    | 4      |
| 4      | 15 | Jenson Button         | Renault          | 71     | + 1:06.883      | 7    | 3      |
| 5      | 6  | Juan Pablo Montoya    | Williams-BMW     | 71     | + 1:07.563      | 1    | 2      |
| 6      | 24 | Mika Salo             | Toyota           | 70     | + 1 volta       | 10   | 1      |
| 7      | 16 | Eddie Irvine          | Jaguar-Cosworth  | 70     | + 1 volta       | 13   |        |
| 8      | 17 | Pedro de La Rosa      | Jaguar-Cosworth  | 70     | + 1 volta       | 11   |        |
| 9      | 10 | Takuma Sato           | Jordan-Honda     | 69     | + 2 voltas      | 19   |        |
| 10     | 11 | Jacques Villeneuve    | BAR-Honda        | 68     | Motor           | 15   |        |
| 11     | 23 | Mark Webber           | Minardi-Asiatech | 68     | + 3 voltas      | 20   |        |
| 12     | 4  | Kimi Räikkönen        | McLaren-Mercedes | 67     | Aro de roda     | 5    |        |
| 13     | 22 | Alex Yoong            | Minardi-Asiatech | 67     | + 4 voltas      | 22   |        |
| Ret    | 7  | Nick Heidfeld         | Sauber-Petronas  | 61     | Freios          | 9    |        |
| Ret    | 14 | Jarno Trulli          | Renault          | 60     | Motor           | 6    |        |
| Ret    | 8  | Felipe Massa          | Sauber-Petronas  | 41     | Acidente        | 12   |        |
| Ret    | 25 | Allan McNish          | Toyota           | 40     | Rodou           | 16   |        |
| Ret    | 12 | Olivier Panis         | BAR-Honda        | 25     | Câmbio          | 17   |        |
| Ret    | 20 | Heinz-Harald Frentzen | Arrows-Cosworth  | 25     | Suspensão       | 18   |        |
| Ret    | 21 | Enrique Bernoldi      | Arrows-Cosworth  | 19     | Suspensão       | 21   |        |
| Ret    | 2  | Rubens Barrichello    | Ferrari          | 16     | Pane hidráulica | 8    |        |
| Ret    | 9  | Giancarlo Fisichella  | Jordan-Honda     | 6      | Motor           | 14   |        |
| Fonte: |    |                       |                  |        |                 |      |        |

## Tabela do campeonato após a corrida
| Pos.   | Piloto             | Pontos |
| ------ | ------------------ | ------ |
| 1      | Michael Schumacher | 24     |
| 2      | Ralf Schumacher    | 16     |
| 3      | Juan Pablo Montoya | 14     |
| 4      | Jenson Button      | 6      |
| 3      | David Coulthard    | 4      |
| Fonte: |                    |        |

| Pos.   | Construtor       | Pontos |
| ------ | ---------------- | ------ |
| 1      | Williams-BMW     | 30     |
| 2      | Ferrari          | 24     |
| 3      | McLaren-Mercedes | 8      |
| 4      | Renault          | 6      |
| 5      | Jaguar-Cosworth  | 3      |
| Fonte: |                  |        |

- Nota: Somente as primeiras cinco posições estão listadas.